# Védikus irodalom
A védikus irodalom két forráscsoportja a sruti és a szmriti. 
A sruti szó szerinti jelentése: ami hallott. A szmriti jelentése: amikre emlékeznek. A sruti kinyilatkoztatás, a szmriti hagyomány.
Amit kinyilatkoztattak, az sruti. Az upanisadok például sruti. Amire emlékeznek, az szmriti. A Bhagavad-gíta például szmriti.
A sruti közvetlen tapasztalás. A hinduizmus alapján a nagy risik voltak azok, akik "meghallották" a vallás örök igazságait, és lejegyezték őket az utókor számára. Ebből állnak össze a Védák. Ezért a sruti a legfőbb tekintély, a szmriti pedig ezeknek a tapasztalatoknak a felidézése, így csak másodlagosan mérvadó.
A szmritik vagy dharma-sásztrák a srutira támaszkodnak. Ezeket is nagy bölcsek írták, hitelességüket mégsem tekintik végsőnek. Ha bármi olyasmi található egy szmritiben, ami ellentmond a srutinak, akkor azt sokan elutasítják.
Az ősi idők risijeinek tanításai nem kizárólag a hindukhoz szólnak. Mindent átfogó, egyetemes természetűek, és minden emberhez szólnak.